# Bitva u Näfels
Bitva u Näfels je klíčová bitva švýcarské historie, která zmařila snahy rakouských Habsburků o (opětovné) ovládnutí Švýcarů. Odehrála se 9. dubna 1388 mezi jednotkami Staré švýcarské konfederace (kantonů Glarus, Uri a Schwyz) a oddíly věrnými Habsburkům, kterým velela hrabata z Toggenburgu a Sargansu.

## Průběh bitvy
Habsburská strana sice byla zpočátku úspěšnější, když její několikanásobně silnější švýcarsko-rakouské vojsko napadlo oddíly Staré konfederace u Näfels a vytlačilo je do hor.

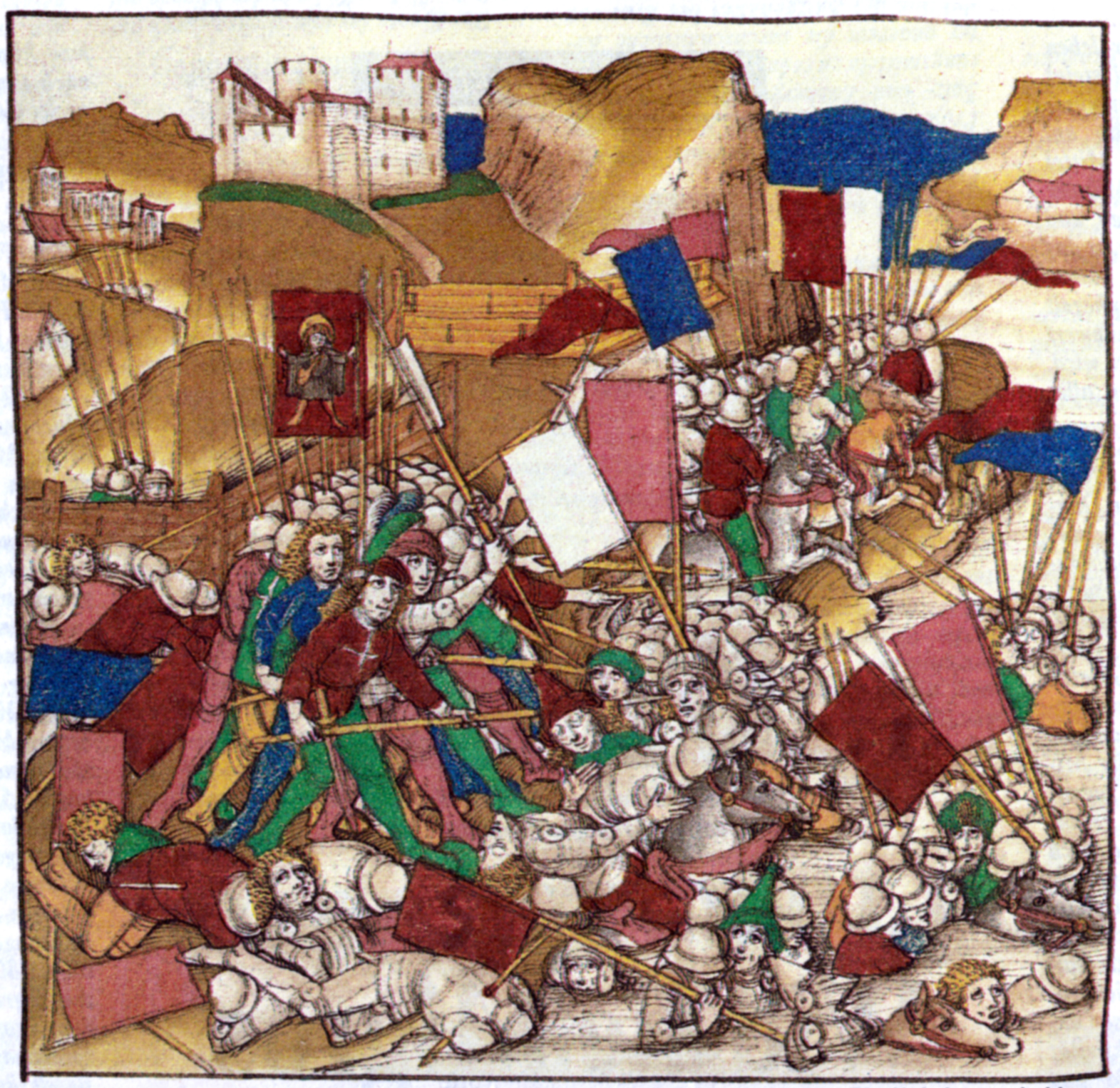
Bitva podle Spiezerovy kroniky

Ovšem disciplinovaní Švýcaři se nevzdali a počkali, až habsburská strana poleví v pozornosti a začne se zabývat rabováním, načež zahájili protiútok.

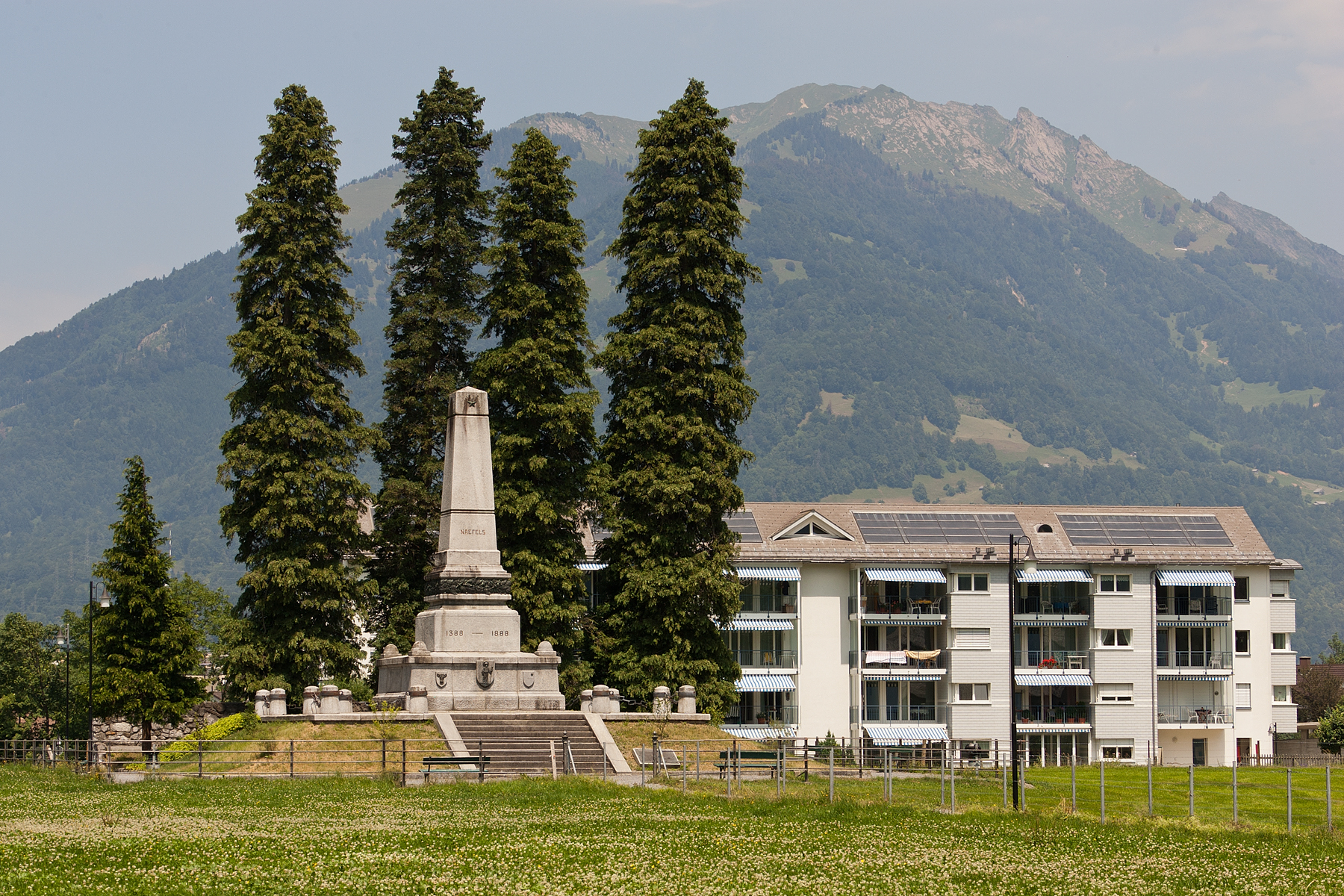
Pomník postavený v roce 1888 u příležitosti 500. výročí bitvy

Zaskočení habsburští velitelé se po obnovení bojů pokusili se svojí rozklíženou armádou ustoupit za řeku k Weesenu, kde se hodlali zreorganizovat k dalšímu boji, ale tamní most neunesl záplavu těžce opancéřovaných válečníků a zřítil se, v důsledku čehož došlo k rozdělení habsburské armády a utopení či pobití stovek jejich mužů.
K další velké ofenzívě už habsburská strana nenašla síly a v roce 1389 uzavřela se Starou konfederací mír a uznala její samostatnost i velkou část jejích územních nároků.